# Небеско плаветнило
Небеска плaва је боју која подсећа на боју неба у подне. Увођење "Небеско плаве" у Мурејевом Новом енглеском речнику (1919) показује првобитно виђење термина у чланку о "сребру" у Ефрај Чемберсовој Циклопедији из 1728. године. Међутим, многи писци су још пре користили термин за боју "небеско плава" пре Чемберса. На пример, налазимо "небеско плаву" у збирци Колекција војажа и путовања (Лондон: Овншам и Џон Черчил, 1704), део 2, п. 322, где Јован Нејхоф описује цвеће: "они су дивне небо плаве боје, и жути у средини". Смисао ове боје је можда први пут употребљен 1585. године у књизи Николаса Де Николаја, где је изјавио да "тулбант трговца мора бити небеске боје".
На десној страни је приказан веб боја небеско плаве.

## Варијације небеско плаве

### Морска плава
Морска плава је колоквијални назив за бледо тиркизно плаву боју повезану са италијанским произвођачем бицикла Бјанки, познат и као Бјанки Грин. На италијанском, као што име говори (небо), то је покушај да се репродукују боја ведрог неба. У Енглеској, ова боја се може назвати италијанско небеско плавом.
Морска плава ("небеско плава") је ретка појава боје у хералдици (не као једна од седам главних боја или метала већ као три "стандардне боје"). Ова тинктура се понекад такође назива небом или једноставно небеском. Приказана је у светлијој нијанси у распону нијанси на традиционалне тинктуре азурно плаве боје, која је стандардна плава која се користи у хералдици.

#### Градација морско плаве
Италијанска википедија наводи боју речника: имена и вредности у четвртима од С. Фантетија и Ц. Петрацехија и описује и више варијанти морске плаве како је приказано испод,  плус детаљи као што је дефинисано у кутији изнад инфокутије.
| боја | име                                    | C   | M   | Y   | K   | R   | G   | B   | HEX    |
| ---- | -------------------------------------- | --- | --- | --- | --- | --- | --- | --- | ------ |
|      | небески (небеска плава, небески плаво) | 030 | 000 | 000 | 000 | 178 | 255 | 255 | B2FFFF |
|      | прашњава плава (прашњав)               | 010 | 000 | 000 | 000 | 230 | 255 | 255 | E6FFFF |
|      | бледа плава (бледа)                    | 016 | 000 | 003 | 000 | 204 | 255 | 255 | CCFFFF |
|      | веласто плава (прикривено / тмурно)    | 020 | 010 | 010 | 000 | 204 | 230 | 230 | CCE6E6 |
|      | светлоплава непрозирна (непрозиран)    | 050 | 020 | 020 | 000 | 128 | 204 | 204 | 80CCCC |

#### Бјанки бицикле
Бјанки бицикле су традиционално обојене небески плавом, такође познати и као Бјанки Грин (а понекад, погрешно Тифани плава). Контрадикторни митови кажу да је небеска боја, боја неба над Миланом; и боја очију бивше краљице за коју је Едоардо Бјанки направио бицикл; а то је била мешавина вишка војних боја.
Тачна нијанса тиркизне коришћена у фирмама је варирала временом, али је увек била описана као морска плава. У Англофонским земљама морска боја се понекад пријављивала и као Пантон - # 332 (Сеафоам зелена) (или #333), са нијансама других сенка.

### Светло небеска плава
На десној страни је приказан веб боја светлоплаво небеске.

### Средње небеска плава
На десној страни је приказан веб боја средње небеске плаве. Ово је боја која се зове небеска плава у Крејола бојицама. Ову боју је формулисао Крејола 1958. године.
"Небеско плава" се јавља у 32, 48, 64, 96 и 120 пакета бојица.

### Нео плава
На десној страни је боја нео плава.

### Јако небеска плава
Deep sky blue is an azure-cyan colour associated with deep sky blue.
Јако небеска плава  је азурно-магента боја повезане са јаком небеском плавом.
Јако небеска плава је веб боја.
Ова боја је боја на точку боја (РГБ / ХСВ боја точак) на пола пута између азурне и цијан.
Традиционално име ове боје је Капри.
Прво коришћење појма Капри као боје било је у Енглеској 1920. године.
Боја Капри опште је названа по азурној-цијан боји Средоземног мора око острва Капри у Италији, место где је неколико вила припадало римском цару Тиберију, укључујући и његов царски боравка у својим позним годинама, вила Јовис. Конкретно, боја Капри је добила име по боји Блу Грото на острву Капри како се појављује на сјајном сунчаном дану. Данас је острво Капри популарно одмаралиште туриста.
Име боје јако небеска плава није било у употреби до проглашења листе боја Х11 1987. године.
Име Капри се још увек користи за ову боју као и име јако небеске плаве.

### Француска небеска плава
На десној страни је приказана боја француска небеска плава, која је тон небески плаве која се зове небеска плава (блу цјел) на листи боји Pourpre.com, списак боја широко популаран у Француској.

### Шпанска небеска плава
Шпанска небеска плава је боја која се зове целесте (шпанска реч за "небеско плаву") у Гуја де колорационес (Водич за колорације) Роса Галега и Хуан Карлоз Санзеза, речник је у боји. Објављен је 2005. године и широко је популаран у Каталонском царству.

### Тамно небеска плава
На десној страни је боја тамно небеска плава.
То је боја која се назива небеска плава у Пантону.
Извор ове боје је "Pantone Textile Paper eXtended (TPX)" листа боја, color #14-4318 TPX—Sky Blue.

## Небеска плава у култури
Музика
- Постојао је репер који се звао SkyBlu.

Религија
- Иако је седиште Сајентолошке цркве у Хемету, у Калифорнија она се назива Голд Бејс, и за све зграде постоје различити тонови обојене небеско плаве.
- Парче плавог неба: Сајентологија, дијанетика и разоткривени Л. Рон Хабард, објављена је 1990. године, и представља поглед критичке перспективе бившег британског сајентолога Џона Атака и историчара Л. Рон Хабарда (1911–1986) и развој дијанетике и Сајентолошке цркве. Наслов потиче из Хабардовог цитата још од 1950. године, када је наводно рекао да жели да прода потенцијалне чланови цркве односно "парче плавог неба."[16]

Спорт
- Неколико професионалних тимова користе небеску плаву боју:
  - Аргентина: Тркачки клуб Авеланеде, Белграно де Кордоба, Тркачки клуб Кордоба, Атлетико клуб Темперлеј, Атлетико Рафаела, Виља Сан Карлос, Гимнастика Esgrima de Jujuy, Гимнастика Тиро де Салта, Гимнастика Esgrima de Jujuy у Уругвају и фудбалска репрезентација Аргентине
  - Аустралија: ФК Сиднеј

  - Енглеска: ФК Манчестер сити,ФК Ковентри сити
  - Чиле
  - Италија: ФК Наполи, ФК Лацио
  - Србија : Хајдук Кула

  - Сан Марино: небеска плава је главна боја многих спортских репрезентација.
  - САД:(Округ Саместер, Њу Џерзиo)

  - Уругвај: различите боје спортских националних тимова; најпознатији национални тим Уругваја. Надимак клуба је La Celeste.

  - Небеска плава је боја аустралијског округа Новог Јужног Велса у крикету, рагби лиги и рагби тиму Воратаси.